# Mörbylånga landskommun
Mörbylånga landskommun var en tidigare kommun på södra Öland i Kalmar län.

## Administrativ historik
När 1862 års kommunalförordningar trädde i kraft inrättades i landet cirka 2 500 kommuner. I Mörbylånga socken i Algutsrums härad på Öland bildades då landskommunen Mörbylånga. Friköpingen (municipalköpingen) Mörbylånga fanns då där sedan 1820 och utbröts 1881 för att bilda Mörbylånga köping.
Den 1 januari 1950 (enligt beslut den 4 mars 1949) överfördes i kommunalt hänseende och i avseende på fastighetsredovisningen från Mörbylånga landskommun och Mörbylånga socken till Mörbylånga köping ett område (fastigheten Mörbylånga 11:5 samt delar av fastigheterna Mörbylånga nr 1, 8, 11 och 13) med 26 invånare och omfattande en areal av 0,52 km², varav allt land.
Vid kommunreformen 1952 bildade den storkommun med de tidigare kommunerna Hulterstads landskommun, Kastlösa landskommun, Resmo landskommun, Stenåsa landskommun, Vickleby landskommun och Mörbylånga köping. Köpingens upphörande bestämdes i besluten från den 31 mars 1950 och 22 juni 1951. Ordningsstadgan, byggnadsstadgan och hälsovårdsstadgan fortsatte att gälla inom köpingens före detta område, som dock inte skulle utgöra ett municipalsamhälle.
1 januari 1957 överfördes från Mörbylånga landskommun och Hulterstads församling till Ottenby landskommun och Segerstads församling ett område med 1 invånare och omfattande en areal av 0,32 km², varav allt land.
1 januari 1959 överfördes till Mörbylånga landskommun och Kastlösa församling från Ottenby landskommun och Smedby församling ett obebott område (Parteby 1:2-1:4 och 2:1-2:2), omfattande en areal av 4,28 km², varav allt land.
1 januari 1967 inkorporerades Ottenby landskommun.
Kommunen upplöstes den 1 januari 1971, då dess område tillfördes Mörbylånga kommun.
Kommunkoden 1952-1973 var 0840.

### Kyrklig tillhörighet
I kyrkligt hänseende tillhörde landskommunen Mörbylånga församling. 1 januari 1952 tillkom fem församlingar: Hulterstad, Kastlösa, Resmo, Stenåsa och Vickleby. 1 januari 1967 tillkom de sex församlingarna Gräsgård, Segerstad, Smedby, Södra Möckleby, Ventlinge och Ås.

## Geografi
Mörbylånga landskommun omfattade den 1 januari 1952 en areal av 257,04 km², varav 256,40 km² land.

### Tätorter i kommunen 1960
| Tätort        | Folkmängd |
| ------------- | --------- |
| Mörbylånga    | 952a      |
| Kastlösa      | 395       |
| Vickleby      | 353       |
| Mörbylånga by | 345b      |
| Stenåsa       | 204       |

Tätortsgraden i kommunen var den 1 november 1960 57,1 procent.

## Politik

### Mandatfördelning i valen 1946-1966
| 3 | 8 | 9 |

| 20 |

| 14 | 12 | 3 | 6 |

| 35 |

| 12 | 9 | 5 | 9 |

| 34 |

| 14 | 9 | 3 | 9 |

| 34 |

| 14 | 9 | 4 | 8 |

| 33 |

| 15 | 10 | 4 | 6 |

| 32 |